# Qiji (köping i Kina, Shandong, lat 36,25, long 116,03)
Qiji (kinesiska: 七级镇, 七级) är en köping i Kina. Den ligger i provinsen Shandong, i den östra delen av landet, omkring 98 kilometer sydväst om provinshuvudstaden Jinan.
Genomsnittlig årsnederbörd är 861 millimeter. Den regnigaste månaden är juli, med i genomsnitt 255 mm nederbörd, och den torraste är januari, med 5 mm nederbörd.